# Wolfgang Viereck
Wolfgang Viereck (* 4. September 1937 in Berlin; † 4. September 2018) war ein deutscher Anglist. 

## Leben
Er studierte Englisch, Französisch und Politikwissenschaft an der Universität Marburg. Nach seiner Promotion 1966 an der Universität Hamburg und Habilitation 1970 an der Universität Mainz wurde er 1973 ordentlicher Professor für Englische Linguistik an der Universität Graz. 1978 wechselte er an die Gesamthochschule (ab 1979 Universität) Bamberg, wo er erster Inhaber des Lehrstuhls für Englische Sprachwissenschaft und Mediävistik war. Diese Position hatte er bis zu seiner Emeritierung im September 2005 inne. Er war Mitglied der Academia Europaea (seit 2003) sowie der Königlichen Gesellschaft der Wissenschaften in Uppsala (seit 2007) und Träger mehrerer Ehrendoktorate.

## Schriften (Auswahl)
- Phonematische Analyse des Dialekts von Gateshead-upon-Tyne/Co. Durham. Hamburg 1966, OCLC 1955954.
- Regionale und soziale Erscheinungsformen des britischen und amerikanischen Englisch. Tübingen 1975, ISBN 3-484-40036-6.
- Pri la kulturhistorio de Eŭropo. Zur Kulturgeschichte Europas. Ein Beitrag zum Europäischen Jahr der Sprachen 2001. Göttingen 2000, ISBN 3-932975-32-4.
- Anglistik in Poznań/Posen unter besonderer Berücksichtigung der Reichsuniversität nebst kurzen Einblicken in die Posen-Bamberger Kontakte. Bamberg 2005, ISBN 3-00-017795-7.